# 老手2
是2024年上映的韩国犯罪动作片，为2015年电影《辣手警探》的续集，由柳承完执导，黃晸珉、丁海寅主演。该片入选第77屆坎城影展“午夜展映”单元，于当地时间2024年5月20日举行世界首映；韩国於同年9月13日正式上映，香港於9月26日上映，台灣於10月18日上映。
在韩国上映第6天突破400万观影人次的损益平衡点。

## 剧情概要
剧情讲述朴善宇（丁海寅饰）作为老幺加入老刑警徐道哲（黃晸珉饰）带领的暴力犯罪调查组后开始追捕轰动世界的连环杀人犯。

## 演员阵容

### 主要人物
- 黃晸珉 饰演 徐道哲，暴力犯罪搜查队刑警[8]。
- 丁海寅 饰演 朴善宇，暴力犯罪搜查队中的老幺刑警[8]。

### 其他人物
- 吴达洙 饰演 吴队长，暴力犯罪搜查队队长[8]。
- 張允柱 饰演 奉警官，暴力犯罪搜查队刑警[8]。
- 吳代煥 饰演 王警官，暴力犯罪搜查队刑警[8]。
- 金時厚 饰演 尹警官，暴力犯罪搜查队刑警[8]。
- 陈庆 饰演 李珠妍，徐道哲的妻子，一名社會福利機構的職員。[9]
- 鄭滿植 饰演 權碩宇，剛被放出來的殺人犯。[10]
- 申承煥 饰演 朴記者，運營“正義部長TV”頻道的YouTuber。[10]
- 安普賢 饰演 閔康勋，連環凶殺案嫌疑人。
- 玄奉植 饰演 德七，賭場老闆
- 南振福 饰演 安全屋巡警
- 禹贞媛 饰演 治勋的母亲
- 權海驍 饰演 暴力犯罪搜查队总警
- 金元海 饰演 具隊長
- 许南准 饰演 特别搜查本部刑警
- 金在华 饰演 賭場內玩牌的貴婦
- 徐榮柱 饰演假扮獬豸的嫌疑人
- 慧明 饰演 小翠Tui 越南妻子

### 特别出演
- 赵宽友 饰演 治勋的父亲
- 許峻豪 饰演 姜恒祖

## 制作

### 发展
早在2015年《辣手警探》宣传活动时，导演柳承完表示已经决心要制作该片续集并在构想中；黃晸珉因担心年龄增大影响动作戏的承受能力，而主动向导演提议尽快制作续集。同年9月柳承完证实《老手2》已经决定制作并处于企划阶段，正在考虑由新闻主播出身并有意往政坛发展的角色作为新的反派角色，上映至少在三年后。2021年12月柳承完透露《老手2》的剧本已经创作完成，计划于2022年下半年开始拍摄；柳承完在2022年5月举行的第58屆百想藝術大獎获奖时表示，《老手2》即将开始拍摄。黃晸珉在2022年11月担任第43届青龙电影奖颁奖嘉宾时证实与丁海寅共同出演《老手2》，计划该年12月开拍。

### 选角
2022年7月，媒体报道丁海寅有望搭档黃晸珉主演《老手2》，将饰演一个新的角色；同年12月，片方正式宣布黃晸珉、丁海寅、吴达洙、張允柱、吳代煥、金時厚组成的主要出演阵容。

### 拍摄
主体拍摄于2022年12月2日开始进行，2023年4月22日杀青。

### 音乐
韩国创作歌手张基河担任该片音乐导演，原声带于2024年9月5日发行，专辑由摇滚、电子音乐、巴洛克音乐等各种类型的52首歌曲构成，其中主打歌《獬豸》是一首融合电子音乐和重金属元素的歌曲；此外，张基河还将已故电影音乐导演方俊锡为前作创作的标志性主题曲《Team Veteran》重新演绎为摇滚音乐。

### 损益平衡点
据韩国媒体报道，该片损益平衡点约为400万观影人次。

## 发行
该片入选第77屆坎城影展“午夜展映”单元和第49届多伦多国际电影节“特别展映”单元，2024年5月20日在戛纳举行世界首映，韩国于同年9月13日上映。国际发行权售至全世界163个国家和地区，其中菲律宾和印度尼西亚于9月25日上映，香港、澳门和泰国于9月26日上映，北美和越南于9月27日上映。同年11月15日起上线韩国IPTV和VOD点播平台。

### 票房
在韩国上映首日获得49.75万观影人次的票房成绩，超过2024年年度票房冠军《破墓》（33万）、2023年年度票房冠军《12.12：首爾之春》（20.38万）和前作《辣手警探》（41.42万）的开画成绩；首周末以207.74万观影人次夺得周末票房冠军，中秋节当日创下85.27万观影人次的自身最高单日票房成绩，上映第6天突破400万观影人次的损益平衡点。该片在韩国上映后连续17日夺得单日票房冠军并连续5周蝉联周末票房冠军，其中在第4周周末累计观影人次突破700万名。
| 上一届： 《异形：夺命舰》 | 2024年韓國週末票房冠軍 第37-41週 | 下一届： 《普通家庭》 |

## 獎項榮譽
| 年份 | 頒獎典禮                   | 獎項         | 入圍者                     | 結果 | 参考   |
| ---- | -------------------------- | ------------ | -------------------------- | ---- | ------ |
| 2024 | 第45届青龙电影奖           | 最佳影片     | 《辣手警探2》              | 提名 |        |
| 2024 | 第45届青龙电影奖           | 最佳導演     | 柳承完                     | 提名 |        |
| 2024 | 第45届青龙电影奖           | 最佳男配角   | 丁海寅                     | 獲獎 |        |
| 2024 | 第45届青龙电影奖           | 最佳攝影照明 | 崔英煥、李宰赫             | 提名 |        |
| 2024 | 第45届青龙电影奖           | 最佳音樂     | 張基河                     | 提名 |        |
| 2024 | 第45届青龙电影奖           | 最佳剪輯     | 裴延太                     | 提名 |        |
| 2024 | 第45届青龙电影奖           | 最佳技術     | 劉相燮、張漢勝（動作指導） | 獲獎 |        |
| 2024 | 第11届韩国电影制作人协会奖 | 最佳技術     | 劉相燮、張漢勝（動作指導） | 獲獎 |        |
| 2025 | 第61屆百想藝術大獎         | 最佳艺术     | 劉相燮、張漢勝（動作指導） | 提名 | [ 41 ] |
| 2025 | 第61屆百想藝術大獎         | 最佳男配角   | 丁海寅                     | 提名 | [ 41 ] |
| 2025 | 第34屆釜日電影獎           | 最佳男配角   | 丁海寅                     | 待定 |        |